# Кунстхалле Эмдена
Кунстхалле в Эмдене (нем. Kunsthalle in Emden) — художественный музей в восточнофризском городе Эмден, основанный публицистом Генри Нанненом в 1986 году. Существенный вклад в собрание внесла коллекция мюнхенского галериста Отто ван де Лоо, которая дополнила 650 произведений из фондов основателя; сегодня галерея располагает коллекцией в полторы тысячи полотен, регулярно пополняемых за счет покупок и пожертвований.

## История и описание
План по созданию нового кунстхалле в городе Эмден появился в 1983 году. Генри Наннен пожертвовал все свое состояние, приобретенное за время руководства журналом «Stern»; он также передал музею свою обширную коллекцию произведений искусства, включавшую картины и скульптуры, созданные в годы расцвета экспрессионизма. Позднее Наннен несколько раз объяснял в газетных интервью, что вначале его часто спрашивали, почему он решил построить галерею именно в Эмдене — а не в Гамбурге, где он долгое время жил и работал; Наннен обосновывал своё решение тем, что в Гамбурге он смог бы открыть только «еще один кунстхалле», в то время как в Эмдене это был единственный музей такого рода. За свою работу Наннен позже был удостоен звания почетного гражданина города.
3 октября 1986 года бывший президент ФРГ Рихард фон Вайцзеккер открыл новый музей, специализировавшийся на немецком экспрессионизме и включавший в том числе работы Эрнста Людвига Киршнера, Макса Пехштейна и Эмиля Нольде. Работа музея поддерживается некоммерческим объединением «Друзья Кунстхалле» (Kunstverein in Ostfriesland e.V.; 1154 члена), а также — федеральной землёй Нижняя Саксония: с 2014 года галерея получает ежегодную субсидию в размере 850 000 евро. В апреле 2006 года в музее прошли работы по модернизации и реконструкции, занявшие двадцать месяцев. Кунстхалле в Эмдене также сотрудничает с местной детской художественной школой. Музей отметился и рядом удачных приобретений: так в 1980-х годах им были приобретены работы Герхарда Рихтера, которые с тех пор кратно возросли в цене.
Самой успешной выставкой в истории кунстхалле на сегодня является выставка норвежского художника Эдварда Мунка, которая в 2005 году привлекла около 120 000 посетителей: за ней следуют выставки Эмиля Нольде (1987 год, 46 000 посетителей) и выставка «The Nude» (2002/2003, 42 000). На апрель 2006 года в галерее были проведены 103 выставки.